# Ансон (Техас)
Ансон (англ. Anson) — город в США, расположенный в северной части штата Техас, административный центр округа Джонс. По данным переписи за 2010 год число жителей составляло 2430 человек, по оценке Бюро переписи США в 2018 году в городе проживало 2076 человек. Город является частью метрополитенского ареала Абилин.

## История
Первоначально поселение было основано у форта Фэнтом-Хилл, однако было перенесено после того как предприимчивый спекулянт Джон Мёрчант заявил, что к новому месту будет проведена железная дорога Texas and Pacific Railway. Первые покупатели приобрели лоты земли на новом месте и, несмотря на то, что дорога так и не была проложена, основали город Джонс. 17 июля 1881 года город был выбран столицей округа, а в 1882 году получил новое название, Ансон. Как и прежде, город был назван в честь четвёртого и последнего президента республики Техас Энсона Джонса. В 1883 году была основана первая газета города, «Texas Western».
В 1926 году компания Philips Petroleum Company нашла нефть к юго-западу от Ансона. Находка стимулировала продолжение поисков в округе и в 1950 году было открыто месторождение Баллард в полутора километрах от Ансона. Помимо снабжения нефтяников и фермеров региона, в городе работают производства цемента, магнитных знаков и полировки камня.

## География
Ансон находится в центральной части округа, его координаты: 32°45′16″ с. ш. 99°53′46″ з. д..
Согласно данным бюро переписи США, площадь города составляет около 7,2 квадратных километров, практически полностью занятых сушей.

### Климат
Согласно классификации климатов Кёппена, в Ансоне преобладает влажный субтропический климат.
| Показатель                    | Янв.  | Фев. | Март  | Апр. | Май  | Июнь | Июль | Авг. | Сен. | Окт. | Нояб. | Дек.  | Год   |
| ----------------------------- | ----- | ---- | ----- | ---- | ---- | ---- | ---- | ---- | ---- | ---- | ----- | ----- | ----- |
| Абсолютный максимум, °C       | 31,1  | 35   | 37,8  | 38,3 | 45   | 45,6 | 43,3 | 42,8 | 42,8 | 40   | 33,3  | 29,4  | 45,6  |
| Средний суточный максимум, °C | 14,2  | 16,6 | 21,4  | 26,6 | 30,3 | 33,7 | 35,6 | 35,2 | 31,2 | 26,2 | 19,4  | 14,9  | 25,4  |
| Средняя температура, °C       | 7     | 9,3  | 13,8  | 18,9 | 23,2 | 27   | 28,9 | 28,6 | 24,6 | 19,2 | 12,7  | 8,1   | 18,4  |
| Средний суточный минимум, °C  | −0,1  | 2,1  | 6,1   | 11,3 | 16,2 | 20,3 | 22,3 | 21,9 | 18   | 12,2 | 6     | 1,2   | 11,4  |
| Абсолютный минимум, °C        | −16,1 | −20  | −12,8 | −3,3 | 2,2  | 10   | 14,4 | 10   |      | −4,4 | −10   | −24,4 | −24,4 |
| Норма осадков, мм             | 28    | 37   | 37    | 52   | 84   | 82   | 58   | 65   | 87   | 63   | 34    | 31    | 659   |
| Источник: weatherbase.com     |       |      |       |      |      |      |      |      |      |      |       |       |       |

## Население
Согласно переписи населения 2010 года в городе проживало 2430 человек, было 916 домохозяйств и 621 семья. Расовый состав города: 78,6 % — белые, 2,9 % — афроамериканцы, 0,5 % — коренные жители США, 0,5 % — азиаты, 0,0 % (0 человек) — жители Гавайев или Океании, 15,2 % — другие расы, 2,4 % — две и более расы. Число испаноязычных жителей любых рас составило 36,9 %.
Из 916 домохозяйств, в 35,4 % живут дети младше 18 лет. 49,2 % домохозяйств представляли собой совместно проживающие супружеские пары (20,6 % с детьми младше 18 лет), в 14 % домохозяйств женщины проживали без мужей, в 4,6 % домохозяйств мужчины проживали без жён, 32,2 % домохозяйств не являлись семьями. В 28,9 % домохозяйств проживал только один человек, 15,4 % составляли одинокие пожилые люди (старше 65 лет). Средний размер домохозяйства составлял 2,60 человека. Средний размер семьи — 3,23 человека.
Население города по возрастному диапазону распределилось следующим образом: 30,3 % — жители младше 20 лет, 23,3 % находятся в возрасте от 20 до 39, 30,8 % — от 40 до 64, 15,7 % — 65 лет и старше. Средний возраст составляет 37,2 года.
Согласно данным пятилетнего опроса 2018 года, средний доход домохозяйства в Ансоне составляет 43 397 долларов США в год, средний доход семьи — 64 792 доллара. Доход на душу населения в городе составляет 18 830 долларов. Около 17,9 % семей и 21,5 % населения находятся за чертой бедности. В том числе 27 % в возрасте до 18 лет и 13,9 % в возрасте 65 и старше.

## Местное управление
Управление городом осуществляется избираемыми мэром и городским советом, состоящим из пяти человек, один из которых избирается заместителем мэра.

## Инфраструктура и транспорт
Через Ансон проходят автомагистрали США 83, 180 и 277.
Ближайшим аэропортом, выполняющим коммерческие пассажирские рейсы, является региональный аэропорт Абилин. Аэропорт находится примерно в 45 километрах к югу от Ансона.

## Образование
Город обслуживается независимым школьным округом Ансон.

## Экономика
Согласно финансовому отчёту города за 2018—2019 год, доходы Ансона составили $1,77 млн, расходы составили $1,52 млн.

## Отдых и развлечения
В Ансоне проводится ежегодный рождественский бал ковбоев, занимающий три дня перед католическим рождеством. Первый бал был проведён в 1885 году в отеле Star Hotel и проводился ежегодно до 1890 года, когда отель сгорел. С тех пор и до принятия сухого закона бал проводился нерегулярно, после чего вообще прекратил существование. В 1940 году учительница и фольклористка Леонора Барретт возродила мероприятие. Бал проходит в зале Pioneer Hall, построенном управлением общественных работ во времена Великой депрессии.
До 1987 года в городе действовал закон, запрещавший устраивать публичные танцевальные мероприятия. На время проведения рождественского бала ковбоев действие закона приостанавливалось.
Также в городе действует здание оперного театра, построенное в 1907 году. По сей день в заведении проходят мюзиклы и танцевальные мероприятия.

## Галерея
- Историческая первая методистская церковь в Ансоне
- Центр Ансона
- Отделение почты в Ансоне
- Оперный театр в Ансоне